# Disney Channel Holiday Playlist
Disney Channel Holiday Playlist es un álbum navideño de 2012 publicado el 2 de octubre de 2012. El álbum cuenta con artistas musicales asociados o popularizado por Disney Channel como Bridgit Mendler, Bella Thorne, Zendaya, Adam Hicks, Ross Lynch, McClain Sisters, Coco Jones y R5 cantando sus propias versiones de canciones navideñas. Algunas canciones fueron grabadas antes de la producción de este álbum, mientras que otras fueron registradas específicamente para este.

## Sencillos
1. Debby Ryan - Deck the Halls (8 de diciembre de 2010)
2. Adam Hicks (featuring Ryan Newman) - Happy Universal Holidays (28 de noviembre de 2011)

## Lista de canciones
| N.º | Título                                             | Artista(s)              | Duración |  |
| 1.  | «Shake Santa Shake»                                | Zendaya                 | 2:56     |  |
| 2.  | «Rockin' Around the Christmas Tree»                | Bella Thorne            | 2:12     |  |
| 3.  | «Christmas Soul»                                   | Ross Lynch              | 3:04     |  |
| 4.  | «Jingle Bell Rock»                                 | McClain Sisters         | 2:07     |  |
| 5.  | «My Song For You» (featuring Shane Harper)         | Bridgit Mendler         | 3:21     |  |
| 6.  | «Winter Wonderland»                                | Olivia Holt             | 2:06     |  |
| 7.  | «Christmas Is Coming»                              | R5                      | 3:08     |  |
| 8.  | «All I Want For Christmas Is You»                  | Caroline Sunshine       | 3:41     |  |
| 9.  | «Christmas Night»                                  | Coco Jones              | 3:03     |  |
| 10. | «Happy Universal Holidays» (featuring Ryan Newman) | Adam Hicks              | 2:35     |  |
| 11. | «Santa Claus Is Coming To Town» (Solo en Canadá)   | Veronica y Jim Cummings | 3:13     |  |

| Wal-Mart Exclusive Bonus Track |                  |            |          |  |
| N.º                            | Título           | Artista(s) | Duración |  |
| 11.                            | «Deck the Halls» | Debby Ryan | 2:24     |  |

## Historial de lanzamiento
| País           | Fecha                  | Formato              | Sello                | Título                          |
| -------------- | ---------------------- | -------------------- | -------------------- | ------------------------------- |
| Estados Unidos | 2 de octubre de 2012   | CD, Descarga digital | Walt Disney Records  | Disney Channel Holiday Playlist |
| Canadá         | 2 de noviembre de 2012 | CD, Descarga digital | Family Channel Music | Family Channel Holiday Playlist |